# 王士方
王士方，他的先祖自临潢府（今内蒙古巴林左旗）迁居改籍大兴宛平（今北京市），辽朝官员。
王士方正直敢言。辽道宗相信枢密使耶律乙辛谗言，杀太子耶律濬，当时没有人敢申白其冤，王士方撞击义钟上诉，辽道宗感悟，杀死耶律乙辛后，厚赏王士方，授承奉官。王士方的孙子王中安，在金朝擢进士第，牵连到田珏党事中被罢官。金世宗即位，解党禁，王中安官至沂州防御使。王中安之子王贲、王质。